# Manassas (groupe)
Pour les articles homonymes, voir Manassas.
Manassas ou Stephen Stills & Manassas était le nom d'un groupe créé par Stephen Stills, ex-(Buffalo Springfield, Crosby, Stills and Nash, Crosby, Stills, Nash and Young, Stills-Young Band) en y intégrant son vieil ami Chris Hillman, ex-(The Byrds), alors en tournée avec son groupe The Flying Burrito Brothers.
Le premier album, Manassas, sort en 1972 et le dernier, Down the Road, en 1973. Après la sortie de ce second album, Stills retourne avec Crosby, Nash & Young et Hillman part fonder le Souther Hillman Furay Band.

## Formation et premier album
Manassas a été formé à l'automne 1971, à la suite de la tournée de concerts de Stills pour soutenir son deuxième album solo : Stephen Stills 2 (1971), qui n'avait pas été bien accueilli par la critique.
Au cours de la tournée, qui croise celle des Flying Burrito Brothers à Cleveland, Stills rencontre Chris Hillman, chanteur et multi-instrumentiste du groupe The Byrds qui, à la fin de 1971, avait subi de nombreux changements de personnel et était en difficulté financière. Stills y voit une occasion de changer de direction artistique. Il demande alors à Hillman, ainsi qu'au guitariste Al Perkins et au violoniste Byron Berline, de le rejoindre pour jouer à Miami, aux Studios Criteria. Stills invite également plusieurs membres de son groupe de tournée (le batteur Dallas Taylor, le bassiste Calvin "Fuzzy" Samuels, le claviériste Paul Harris et le chanteur/percussionniste Joe Lala) à participer à la session.
Les musiciens s'empressent de créer dans le studio et en l'espace de quelques semaines, ils enregistrent suffisamment de chansons pour constituer un double album. Le groupe est alors capable d'une large gamme musicale, avec un répertoire comprenant des chansons de blues, folk, country, latino et rock. Le bassiste des Rolling Stones, Bill Wyman, un ami de Hillman et de Stills qui avait visité les studios Criteria au cours des sessions, est l'un des premiers fans du groupe, exprimant à un moment donné son intérêt à le rejoindre. Wyman contribue aux sessions en aidant Stills à réécrire une chanson non enregistrée de 1968, "Bumblebee", dans le style blues/funk "The Love Gangster", Wyman jouant de la basse sur celle-ci. Le groupe choisit pour nom "Manassas" à la suite d'une séance photo organisée par Stephen Stills (qui s'intéressait à la Guerre de Sécession, à Manassas, en Virginie, site des première et deuxième batailles de Bull Run (1861 et 1862, respectivement).
Le premier album du groupe, Manassas, un double album avec une photo de couverture du tournage en Virginie, sort en avril 1972. L'album est bien accueilli, atteignant rapidement le 4e rang aux États-Unis et accédant au statut RIAA Gold Record. Pendant la majeure partie de 1972, Manassas réalise une tournée internationale pour soutenir l'album, incluant des apparitions à la télévision sur In Concert aux États-Unis sur ABC-TV et sur Beat-Club en Allemagne de l'Ouest.

## Deuxième album, pause, retour et rupture finale
À son retour aux États-Unis après la tournée européenne de Manassas en 1972, Chris Hillman quitte le groupe pendant plusieurs semaines pour enregistrer un album de retrouvailles avec son ancien groupe The Byrds, qui incluait également l'ex-CSN&Y, David Crosby. Manassas se reforme rapidement et achève son deuxième album, Down the Road. Les premières sessions de l'album ont lieu aux studios Criteria, mais le groupe déplace les sessions à Caribou Ranch, dans le Colorado, et à Record Plant, à Los Angeles, après que les ingénieurs de Criteria, Ron et Howard Albert, ont exprimé leur crainte sur la qualité du résultat. L'album est achevé en janvier 1973 et publié au printemps de cette même année, accueilli par des critiques et des ventes médiocres, atteignant finalement le 26e rang aux États-Unis et n'atteignant pas le statut RIAA Gold : c’est le premier album sur lequel Stills apparaît depuis 1968 sans obtenir cette certification.
Après avoir terminé cet album, Manassas n'a plus d'activité pendant plusieurs mois. Pendant la pause, Stephen Stills épouse Véronique Sanson, qu’il a rencontré à Paris lors de la tournée européenne de Manassas en 1972. Alors que l'album de réunion des Byrds avec Hillman et Crosby est prêt à sortir en mars 1973, le groupe envisage de lancer une nouvelle tournée. Le projet ne se concrétise pas. Hillman accepte la proposition de son manager de s’associer à un projet impliquant l’ex-chanteur/guitariste de Poco et Buffalo Springfield Richie Furay et le compositeur/collaborateur des Eagles, J. D. Souther, les engagements de tournée prévus de Manassas ayant été respectés. Peu de temps après, Crosby et son ex-camarade de CSNY, Graham Nash, rejoignent Neil Young et The Stray Gators en tournée pour appuyer l'album Harvest (1972). Lorsque cette tournée s'achève au milieu de 1973, Crosby, Nash et Young se regroupent à Maui pour envisager de travailler sur un nouvel album. Ils contactent Stills, qui, mettant de côté les divergences qui ont conduit à la disparition de CSNY, interrompt sa pause de lune de miel avec Véronique Sanson pour rejoindre le nouveau projet. CSNY travaille pendant plusieurs semaines à Human Highway, mais ces sessions sont finalement interrompues en raison de divers désaccords au sein du groupe.
A son retour des séances de Human Highway, Stills est encouragé à reformer Manassas. Hillman se consacre à son nouveau groupe avec Furay, et Stills fait appel aux services du batteur de Jefferson Airplane, John Barbata en tant que remplaçant de Taylor, et du bassiste Kenny Passarelli (du groupe de Joe Walsh, Barnstorm) pour remplacer Samuels. Après la fin de la tournée en octobre, la dissolution de Manassas est annoncée publiquement. 
Lors d'un des derniers concerts de Manassas, au Winterland Ballroom de San Francisco au début du mois d'octobre 1973, le groupe est rejoint sur scène par David Crosby et Graham Nash, puis par Neil Young. Interrogé plus tard sur cet événement, Chris Hillman déclarera : "Je pourrais sentir une réunion de la CSN & Y". En fait, les 4 musiciens se regrouperaient pour une tournée mondiale au début de 1974. Après cette tournée, Stephen Stills fonde un nouveau groupe de courte durée en 1975 avec Passarelli et Joe Lala. Le groupe Souther-Hillman-Furay de Chris Hillman, qui comprendra également Al Perkins et Paul Harris puis Lala, sort son premier album au début de 1974.

## Héritage
Howard Albert, ingénieur chez Criteria Studios, a déclaré : "Manassas était l’un des groupes les plus sous-estimés des années 1970. Ce double album, avec Layla d’Eric Clapton - sur lequel Ron Albert et moi-même avons travaillé - est le plus important». Parmi les prouesses du groupe sur scène, Stephen Stills a déclaré : « Manassas était un groupe tellement formidable. Il avait vraiment une structure et me rappelait Buffalo Springfield à son meilleur. Manassas pouvait jouer n'importe quoi". 

## Personnel
- Stephen Stills : guitares, claviers, chant
- Chris Hillman : guitares, mandoline, chant
- Al Perkins : guitares, pedal steel
- Calvin Fuzzy Samuel : basse, chœurs
- Paul Harris : claviers
- Joe Lala : percussions, chœurs
- Dallas Taylor : batterie

### Musiciens additionnels
- Byron Berline : fiddle
- Kenny Passarelli : basse
- John Barbata : batterie

## Discographie
- Albums studio :
- 1972 : Manassas
- 1973 : Down the Road

- Album live : 
- 2000 : From Bull Run to Culpepper

- Compilation :
- 2009 : Pieces - 2009